# Ірма Сохадзе
Ірма Агуліївна Сохадзе (груз. ირმა სოხაძე; 28 листопада 1958, Тбілісі) — радянська і грузинська джазова і попспівачка, телеведуча грузинського телебачення, поетеса і композиторка. Народна артистка Грузії.

## Біографія

Ірма Сохадзе. Обкладинка платівки

Співати почала з двох років (1960). За словами її матері, відпочатку Ірма на рівних брала участь у сімейному ансамблі, що складався з батьків і брата. Це і було першим визнанням її здібностей, бо в Грузії до співу ставляться дуже серйозно і заради розваги дітей в ансамбль не візьмуть — пісню псувати не можна. Дебютувала 1963 року у п'ять років. Ірму відвели на телебачення. Режисер запитав: «Що будемо співати?», і вже через кілька днів телеглядачі республіканської програми побачили Ірму, що виконувала одну італійську і одну грузинську пісню.
Вперше виступила з гастролями в Москві влітку 1965 року в саду «Ермітаж» з піснею «Помаранчева пісенька» (рос. Оранжевая песенка). Це було перше виконання пісні, яка стала досить відомою. Пісню спеціально для Ірми написали Григорій Горін і Аркадій Арканов та композитор Костянтин Певзнер.
В 1965 році на фірмі «Мелодія» випущений перший міньйон юної виконавиці. До нього увійшли «Оранжевая песня», а також пісні «Дело было в январе», «Топ-топ» та «Это что за ученик?».
У 1967 році на Польському телебаченні був знятий 15-хвилинний музичний фільм «Recital» (реж. Костянтин Чичішвілі), в якому 9-річна Ірма виконувала джазові стандарти.
У 1969 році знялася в музичному телевізійному фільмі Лариси Шепітько «Близько тринадцятої години ночі».
Навчалася Ірма Сохадзе у музичній школі міста Тбілісі для обдарованих дітей. У 1974 році закінчила її з золотою медаллю. Вступила до консерваторії по класу фортепіано і паралельно на музикознавче відділення теоретичного факультету. У 1979 році закінчила консерваторію з червоним дипломом.
У 1988 році Ірма Сохадзе вперше вивела на сцену Діану Гурцкую. У тому ж році написала монооперу, яку повинні були поставити в Театрі оперети в Москві, однак постановка не здійснилася.
Двадцять п'ять років працювала на Першому (державному) грузинському телеканалі. Починала з посади молодшої редакторки. Була редакторкою багатьох авторських програм («Музичний октагон» та інших). Організовувала на телебаченні благодійні акції-марафони (збір коштів для дітей-сиріт, біженців з Абхазії). Пішла з посади заступниці генерального директора.
Дає благодійні концерти в Тбілісі. У квітні 2008 року в рамках «народної дипломатії» дала концерт в Москві. Виступила за нормалізацію російсько-грузинських відносин.

## Родина
Одружена. Має двох доньок.

## Нагороди
- Орден Честі (Грузія)